# Bucklin
|  | Per a altres significats, vegeu «Bucklin (Kansas)». |

Bucklin és una població dels Estats Units a l'estat de Missouri. Segons el cens del 2000 tenia 524 habitants.

## Demografia
Segons el cens del 2000, Bucklin tenia 524 habitants, 241 habitatges, i 145 famílies. La densitat de població era de 171,5 habitants per km².
Dels 241 habitatges en un 22% hi vivien nens de menys de 18 anys, en un 46,5% hi vivien parelles casades, en un 10,4% dones solteres, i en un 39,8% no eren unitats familiars. En el 36,5% dels habitatges hi vivien persones soles el 23,2% de les quals corresponia a persones de 65 anys o més que vivien soles. El nombre mitjà de persones vivint en cada habitatge era de 2,17 i el nombre mitjà de persones que vivien en cada família era de 2,81.
Per edats la població es repartia de la següent manera: un 21,4% tenia menys de 18 anys, un 6,5% entre 18 i 24, un 24% entre 25 i 44, un 22,7% de 45 a 60 i un 25,4% 65 anys o més.
L'edat mediana era de 43 anys. Per cada 100 dones de 18 o més anys hi havia 82,3 homes.
La renda mediana per habitatge era de 21.490 $ i la renda mediana per família de 26.000 $. Els homes tenien una renda mediana de 23.500 $ mentre que les dones 19.375 $. La renda per capita de la població era de 13.709 $. Entorn del 17,3% de les famílies i el 20% de la població estaven per davall del llindar de pobresa.

## Poblacions properes
El següent diagrama mostra les poblacions més properes.